# SMS Markgraf
SMS Markgraf byla třetí bitevní loď ze čtyř lodí třídy König německého císařského námořnictva. Kýl byl položen v listopadu 1911 v loděnici AG Weser v Brémách pod konstrukčním číslem 186 a na vodu byla loď spuštěna 4. června 1913. Formálně byla uvedena do služby 1. října 1914, jen něco málo přes dva měsíce po vypuknutí války v Evropě. Markgraf byl vyzbrojen deseti děly ráže 305 mm (12 palce) v pěti věžích po dvou a dosahoval maximální rychlosti 21 uzlů (39 km/h; 24 mph). Markgraf byl pojmenován na počest bádenského markrabství. Jméno Markgraf se dá přeložit jako markrabě nebo markýz.
Spolu se svými třemi sesterskými loděmi König, Grosser Kurfürst a Kronprinz se Markgraf zúčastnila většiny operací floty za války, včetně bitvy u Jutska 31. května a 1. června 1916. V Jutsku byl Markgraf třetí lodí v německé linii a čelila britské Grand Fleet; utrpěla pět zásahů velké ráže a 23 členů posádky přišlo o život. Markgraf se také zúčastnila operace Albion v Rižském zálivu koncem roku 1917. Po úspěšném ukončení operace byla na cestě do Německa poškozena minou.
Po porážce Německa ve válce a uzavření příměří v listopadu 1918 byl Markgraf a většina válečných lodí Širokomořského loďstva internována královským námořnictvem ve Scapa Flow. 21. června 1919 velitel internované floty kontradmirál Ludwig von Reuter nařídil potopení floty. Na rozdíl od většiny potopených lodí nebyl Markgraf nikdy vyzvednut a dně zálivu leží dodnes.